# 구르믈 버서난 달처럼 (영화)
"구르믈 버서난 달처럼"은 조선 선조 때 일어난 이몽학의 난을 소재로 한 박흥용의 만화 "구르믈 버서난 달처럼"을 원작으로 한 영화이다. 이준익 감독이 제작하였다.

## 줄거리
왕은 백성을 버렸고, 칼의 반란은 시작됐다!
1592년 임진왜란 직전의 조선, 그 혼돈과 광기의 시대
임진왜란의 기운이 조선의 숨통을 조여 오고 민초들의 삶은 피폐해져만 가던 선조 25년. 황정학(황정민 분), 이몽학(차승원 분)은 평등 세상을 꿈꾸며 ‘대동계’를 만들어 관군을 대신해 왜구와 싸우지만 조정은 이들을 역모로 몰아 대동계를 해체시킨다. 
썩어빠진 세상을 뒤엎을 반란이 시작된다!

## 캐스팅
- 황정민 : 황정학 역
- 차승원 : 이몽학 역
- 한지혜 : 백지 역
- 백성현 : 견자 역

- 김창완 : 선조 역
- 송영창 : 한신균 역
- 정규수 : 방짜쟁이 역
- 신정근 : 유 대감 역
- 류승룡 : 정 대감 역
- 양영조 : 이장각 역
- 박윤호 : 안봉석 역
- 이해영 : 한필주 역
- 이영석 : 김 내관 역
- 염동헌 : 박 대감 역
- 이달형 : 송 대감 역
- 최용현 : 최 대감 역
- 박용범 : 조 대감 역
- 이창익 : 이 대감 역
- 정민성 : 황윤길 역
- 박진우 : 김성일 역
- 이재구 : 최 사또 역
- 전대병 : 임철민 역
- 김지은 : 초향 역
- 임재윤 : 정여립 역
- 한덕호 : 의금부 판사 역
- 양도현 : 견자형 1 역
- 김민수 : 견자형 2 역
- 정제헌 : 견자형 3 역
- 김민승 : 견자형 4 역
- 송창곤 : 제관 1 역
- 윤영걸 : 제관 2 역
- 서승원 : 형리 2 역
- 김병오 : 형리 4 역
- 정재헌
- 류성훈 : 망나니 3 역
- 강현중 : 대동계 부하 역
- 지일주 : 유생 역
- 최대성 : 임철민 부하 1 역
- 강득종 : 임철민 부하 2 역
- 조성희 : 임철민 부하 3 역
- 최태환 : 자객 2 역
- 이설구 : 옥졸 1 역
- 김서원 : 공터 포졸 1 역

- 김보연 : 기생 어멈 역 (특별출연)
- 김상호 : 박돌석 역 (특별출연)
- 조경훈 : 자객 1 역 (특별출연)

## 같이 보기
- 이몽학의 난
- 박흥용
- 임진왜란